# 尾崎翠
尾崎 翠（おさき みどり、1896年（明治29年）12月20日 - 1971年（昭和46年）7月8日）は、小説家｡ 作家活動は短かったが、今なお斬新さを失わぬ彼女の作品は、近年になり再評価が進んでいる。

## 略歴

### 生い立ち
鳥取県岩美郡岩井村（現・岩美町）にて教員の父長太郎と母まさ（西法寺住職の三女）との間に1896年（明治29年）、長女として生まれた。兄３人、妹３人の７人兄弟姉妹の中で育つ。まもなく父の転勤のため鳥取市に移り、1903年（明治36年）に醇風尋常小学校に入学した。1905年（明治38年）自宅に近い面影尋常高等小学校尋常科三年に編入し、1907年（明治40年）同校尋常科四年を卒業した。そして引き続き高等科に進学し、1909年（明治42年）3月に二年の課程を首席で修了した。特に理数科と国語、英語の成績に優れており、また音楽の成績も良かった。
同年4月に鳥取県立鳥取高等女学校（現・鳥取県立鳥取西高等学校）に進学する。ところが同年12月父長太郎が不慮の事故のために急死してしまい、一家は鳥取市掛出町の借家に移ることになった。1912年（大正元年）､このころから「女子文壇」「文章世界」などの文芸誌を読みはじめ、「たかね」に詩歌を発表しはじめる。1913年（大正2年）鳥取高等女学校本科を卒業し、補修科に進んだ。1914年（大正3年）3月同校補修科を卒業し、7月に岩美郡大岩尋常小学校の代用教員となる。この頃から「文章世界」への投稿をはじめる。同誌十一月号に短歌一首「漁村の新生活より」十二月号に『あさ』が掲載された。1915年（大正4年）同じく「文章世界」3月号の散文欄にて『朝』が第一席に入選し、併せて『雪のたより』も掲載され、当時、栃木高女の生徒であった吉屋信子とともに注目を集める存在になった。

### 新進作家へ
翌1916年（大正5年）もたびたび投稿作が掲載され、「新潮」十二月号に『夏逝くころ』を発表したのを契機に本格的に文学に取り組む決心を固め始め、1917年（大正6年）1月に大岩尋常小学校を退職し、はじめての上京を果たした。東京帝国大学農科在学中で肥料を研究していた三兄史郎の下宿していた渋谷道玄坂に身を寄せた。少女雑誌「少女世界」に少女小説を発表しはじめる。1919年（大正8年）、日本女子大学国文科に入学。目白の春秋寮にて松下文子と同室になり、以降、生涯を通じて親友となった。
1920年（大正9年）「新潮」一月号に『無風帯から』を発表した。同誌には芥川龍之介、志賀直哉、佐藤春夫らと著名作家らも名を連ねていたものの、学生でありながら「新潮」に創作を発表したことが大学に咎められ、2月に退学し、帰郷することになった。なお、この翠の退学に同情するように松下文子も退学している（のち日本大学専門部宗教学科に再入学）。同年「新潮」十二月号にて２作目として短編『松林』も発表した。1921年（大正10年）、再び上京し、松下文子宅に同居し、出版社に勤めるものの、続かず、数ヶ月で断念している。ふたたび東京生活をも断念することになったが、それでも鳥取と東京とを断続的に行き来する生活を続けており、上京時は親友松下文子のもとに身を寄せていた。この頃から頭痛に悩まされ、鎮痛剤ミグレニンを常用するようになっていった。1926年（大正15年）1月、橋浦泰雄・白井喬二・生田長江・生田春月らと鳥取県無産県人会に参加（在京の鳥取県出身者による親睦者団体である）。
1927年（昭和2年）2月、松下文子が結核のため東大小石川分院に入院し、その見舞いをかねて上京し、上落合の借家にて文子と移り住む。当時、まだ無名だった林芙美子が杉並の借家から訪ねてくるようになり、交流を重ねた。またこのころ、映画梗概『琉璃玉の耳輪』を丘路子名義で執筆しており、阪東妻三郎プロに採用され、推敲を頼まれるものの、そのままになり、映画化は実現することがなかった。1928年（昭和3年）、親友で詩人の松下文子が北海道旭川の林学博士松下真孝と結婚し、共同生活は終わりを迎える。しかし友情と交友関係は生涯にわたった。
1929年（昭和4年）、「女人芸術」八月号に戯曲『アップルパイの午後』を発表する。作品発表の場が少しずつ広がってきたものの生活は苦しく、母からの仕送り頼りの生活が続いていた。また、かねてから常用していたミグレニンの服用量が増えたため体調を崩しがちになったのもこの頃である。1930年（昭和5年）、「女人芸術」に映画評『映画漫想』を連載し、また秋以降には『第七官界彷徨』の執筆が始まったものと思われる。12月には、かねてから作品を通じて関心を寄せていた高橋丈雄との交際が深まり、その高橋らの仲間と新雑誌「文学党員」発刊の話が起こり、翠もその雑誌のために『第七官界彷徨』を執筆することになった。翌1931年（昭和6年）、「文学党員」に『第七官界彷徨』の半分強が掲載され、6月には板垣鷹穂に求められて「新興芸術研究」に全篇を掲載した。また9月、島津治子主宰の「家庭」に短篇『歩行』も発表した。1932年（昭和7年）、栗原潔子編集「火の鳥」七月号に短篇『こほろぎ嬢』、中河与一主宰「新科学文芸」八月号に『地下室アントンの一夜』を発表した。特に『こほろぎ嬢』は太宰治が関心を抱き、高橋丈雄に絶賛を伝えている。作家として交際範囲も広がり、同業作家である中村地平や井伏鱒二も作品に関心を抱いて、上落合の自宅を訪ねてきたのもこのころである。交際範囲が着々と広がるもの、この秋以降、常用していた薬物により、心身ともにますます変調をきたし、幻覚症状に襲われることが多くなり、9月に至って、高橋丈雄に助けを求めるものの、病状悪化が篤く、そのただならない様子に、やむを得ず長兄篤郎へ連絡をつけ、ほぼ強制的に連れ戻されるかたちで鳥取に帰郷せざるを得なくなった。
1933年（昭和8年）7月、啓松堂より『第七官界彷徨』を単行本として出版した。当時若い世代として新進文学者であった花田清輝、平野謙、巖谷大四に新鮮な驚きをもって読まれたのもこの時である。そのとき翠はすでに帰郷していたが、鳥取でも出版記念会が催され、地元の文学関係者、新聞関係者らとともに、郷里で健康を取り戻した翠本人も主役として参加していた。ただ、この帰郷以降、表だった創作活動からは離れてしまい、東京で築いた文学活動とも永久に別れることになった。

### 沈黙期
帰郷後、地元の新聞にエッセイを寄稿したり、文芸サークルに所属することもあったが、1941年（昭和16年）に書いたもの（『大田洋子と私』（日本海新聞7月5日付））を最後に発表しなくなる。これに先立ち母の介護、看取りにかかわったことが、発表されたこの記事中からも推測される。その後、母方親族とともに、甥姪の成長を見守り、戦争と震災（鳥取地震）とを乗り越える。特に震災では鳥取市寺町の自宅も被災し、バラック建の家にて災害後を過ごさざるを得なかった。1947年（昭和22年）親友の松下文子が鳥取に来訪し、久しぶりに語り合う。蟹や牡蠣を食べながら、「書かねばならない」と創作活動再開への関心を示したと言われる。1956年（昭和31年）、末妹忍が死去し、遺児を引き取る。この頃、寺田寅彦、獅子文六、北杜夫らを愛読しており、親族、親友に宛てた書簡にて、新刊本の取り寄せを依頼する文面が見受けられる。

### 再評価と死
1958年（昭和33年）朝日新聞3月27日付に、巖谷大四が『第七感の文学』の一文を寄せ、当時デビューしたばかりの大江健三郎や石原慎太郎らと比較し、翠が独自に確立していた文学手法の先駆性を指摘する。地元NHK鳥取放送局も翠の健在を知り、取材インタビューを願ったが、翠は頑なに辞退した。その後も少しずつ再評価の機運はすすみ、1969年（昭和44年）、花田清輝・平野謙の推奨で『全集・現代文学の発見6「黒いユーモア」』（學藝書林）に『第七官界彷徨』が収録された。ただ地元のマスメディアからの寄稿依頼、取材依頼は辞退を続けた。1971年（昭和46年）5月、薔薇十字社より作品集刊行の連絡が入ったものの、6月には予てから患っていた高血圧と老衰が悪化し、鳥取生協病院（橋浦泰雄・橋浦時雄兄弟らの生協運動の理念の延長のもとに創設）に入院するも、肺炎併発により、翌7月8日に病没した。享年74。戒名は翠作院釈浄慧大姉。墓所は鳥取市職人町の養源寺（浄土真宗本願寺派、母方親族山名家が住職をつとめる）である。同年11月薔薇十字社より作品集『アップルパイの午後』が刊行された。

## 没後
没後も1979年（昭和54年）と1998年（平成10年）の二度にわたり全集が刊行された。また1974年（昭和49年）、稲垣眞美による尾崎をモデルとした戯曲「花粉になった女」が俳優座にて上演されることで、作品を含めて尾崎翠という人物像への関心を集めた。
もっとも幅広く読者層が広がるのは、1990年代に入ってからである。まず1991年（平成3年）、アンソロジー集「ちくま日本文学全集」において単独冊としてリリースされた。1998年（平成10年）には、群ようこによる伝記エッセイ『尾崎翠』が文春新書で刊行された。1999年（平成11年）には、尾崎自身の後半生と代表作「第七官界彷徨」をミックスして創られた映画「第七官界彷徨～尾崎翠を探して～」が映画監督浜野佐知により製作され、従来の人物像へ新たな角度からの視座を提供した。
2001年（平成13年）からは、ゆかりの地である鳥取市にて「尾崎翠フォーラム」が定期的に開催され、作品と人物にまつわる研究成果が発表された。2010年（平成22年）には映画脚本として遺されていた「琉璃玉の耳輪」が、作家の津原泰水によってストーリーを加筆した上で小説化された。
2011年7月（平成23年）、尾崎の親族が全集の編者に貸し出した書簡の一部が返却されず、古書店やネットオークションなどに流出していることが、「尾崎翠フォーラム実行委員会」により明らかにされた。左記のようなトラブルはあったものの、研究発表は着々と続けられ、2016年（平成28年）にはそれら成果の集大成として「尾崎翠を読む」全3巻が、今井出版より刊行された。

## 作品
- 無風帯から（大正9年・1920年「新潮」）
- 長篇哀詩 五時の汽笛（ふえ）（同「少女の友」）
- アップルパイの午後（昭和4年・1929年「女人芸術」）
- 映画漫想（昭和5年・1930年「女人芸術」）
- 第七官界彷徨（昭和6年・1931年「新興芸術研究」）
- 歩行（同「家庭」）
- こほろぎ嬢（昭和7年・1932年「火の鳥」）
- 地下室アントンの一夜（同「新科学的文芸」）

## 著書
- 第七官界彷徨 啓松堂 1933
- アップルパイの午後 尾崎翠作品集（薔薇十字社、1971／出帆社、1975）
- 尾崎翠全集（創樹社、1979）
- 第七官界彷徨（創樹社、1980）
- ちくま日本文学全集 020『尾崎翠』（筑摩書房、1991／ちくま日本文学（文庫判）、2007）
- 定本 尾崎翠全集（上下、稲垣眞美編、筑摩書房、1998）
- 不思議の国のララ（メタローグ、1999）
- 尾崎翠集成（中野翠編、上下、ちくま文庫、2002）
- 迷へる魂（稲垣編、筑摩書房、2004）- 全集未収録作品集
- 第七官界彷徨（河出文庫、2009）
- 第七官界彷徨・琉璃玉の耳輪 他四篇（川崎賢子編、岩波文庫、2014）
- 枯草のクッションを敷いた古馬車（石原深予編、幻戯書房、2024）- 全集未収録作品ほか

## 参考図書
- 尾崎翠の感覚世界 加藤幸子 創樹社、1990
- 微熱の花びら 林芙美子・尾崎翠・左川ちか 福田知子 蜘蛛出版社 1990.5
- 尾崎翠 群ようこ 文春新書 1998.12
- 尾崎翠作品の諸相 専修大学大学院文学研究科畑研究室 2000.6
- 尾崎翠と花田清輝 ユーモアの精神とパロディの論理 土井淑平 北斗出版 2002.7
- 都市文学と少女たち 尾崎翠・金子みすゞ・林芙美子を歩く 寺田操 白地社 2004.6
- 尾崎翠 『第七官界彷徨』の世界 水田宗子 新典社 2005.3 (女性作家評伝シリーズ)
- 尾崎翠論 尾崎翠の戦略としての「妹」について 塚本靖代 近代文芸社 2006.10
- 尾崎翠 モダンガアルの偏愛 KAWADE道の手帖：河出書房新社 2009.6
- 尾崎翠への旅 本と雑誌の迷路のなかで 日出山陽子 小学館スクウェア 2009.9
- 尾崎翠 砂丘の彼方へ 川崎賢子 岩波書店 2010.3
- 尾崎翠の詩学 山根直子 臨川書店 2023.3

## その他
- 浜野佐知監督『第七官界彷徨──尾崎翠を探して』（映画）
- 浜野佐知監督『こほろぎ嬢』（映画）
- 渡辺法子『こほろぎ嬢』（漫画、尾崎翠研究会）
- 津原泰水『琉璃玉の耳輪』（小説）河出書房新社　2010、河出文庫 2013
- のぞゑのぶひさ『第七官界彷徨』（漫画）太田出版 2018